# Palmon orchesticus
Palmon orchesticus is een vliesvleugelig insect uit de familie Torymidae. De wetenschappelijke naam is voor het eerst geldig gepubliceerd in 1926 door Masi.